# Romano Prodi
Románo Pródi, italijanski politik, bivši predsednik Evropske komisije, * 9. avgust 1939 Scandiano, Reggio Emilia, Kraljevina Italija.
Prodi je nekdanji dvakratni predsednik vlade Italije ter predsednik Evropske komisije.

## Življenjepis
Prodi je diplomiral iz prava na Katoliški univerzi v Milanu in se pozneje izpopolnjeval na London School of Economics. Akademsko kariero je nadaljeval kot profesor in raziskovalec na področju ekonomije in krajši čas gostoval na univerzi Stanford in Harvard v ZDA.
Sredi sedemdesetih let 20. stoletja je vstopil v italijansko politiko in bil leta 1978 imenovan za ministra za industrijo. V 80. in prvi polovici 90. let je bil imenovan na mesta v različnih komisijah. Leta 1995 je prevzel vodstvo levosredinske koalicije Oljka. Od leta 1996 do 1998 je bil italijanski predsednik vlade.
Od leta 1999 je bil na položaju predsednika Evropske komisije, ki ga je zapustil 1. novembra 2004, ko ga je nasledil portugalski ministrski predsednik José Manuel Durão Barroso.
Prodi, ki so ga imeli za najresnejšega tekmeca Silvia Berlusconija, se je tako novembra vrnil na domače politično prizorišče, kjer je imel v načrtu, da koalicijo Oljka pripelje na parlamentarnih volitvah leta 2006 znova na vodilno pozicijo. Zasedal jo je do leta 2008, ko je na oblast spet prišel Silvio Berlusconi.